# Schweizerische Gesellschaft für Technikgeschichte und Industriekultur

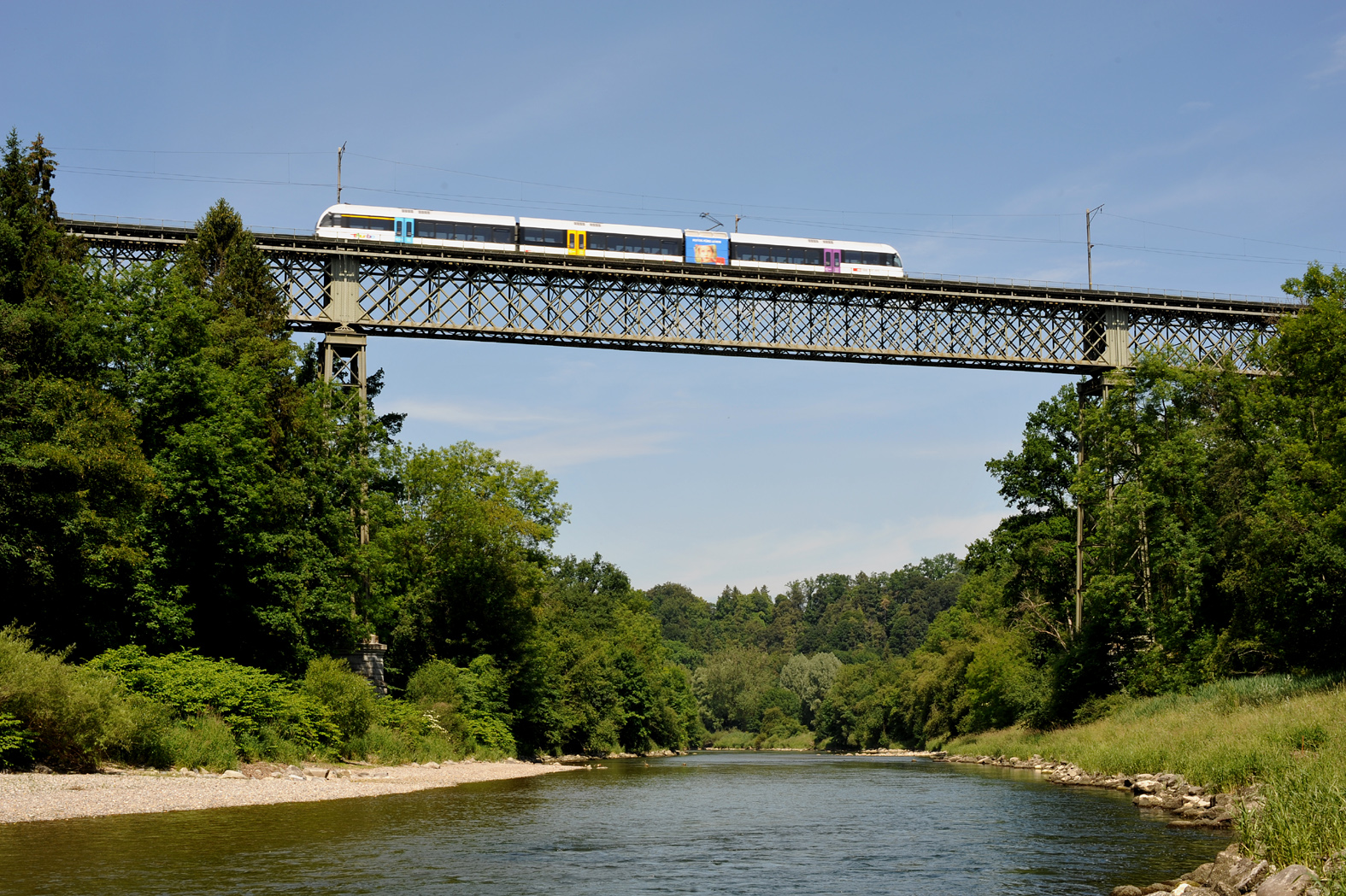
IN.KU Bulletin 9: Thur-Eisenbahnbrücke bei Ossingen

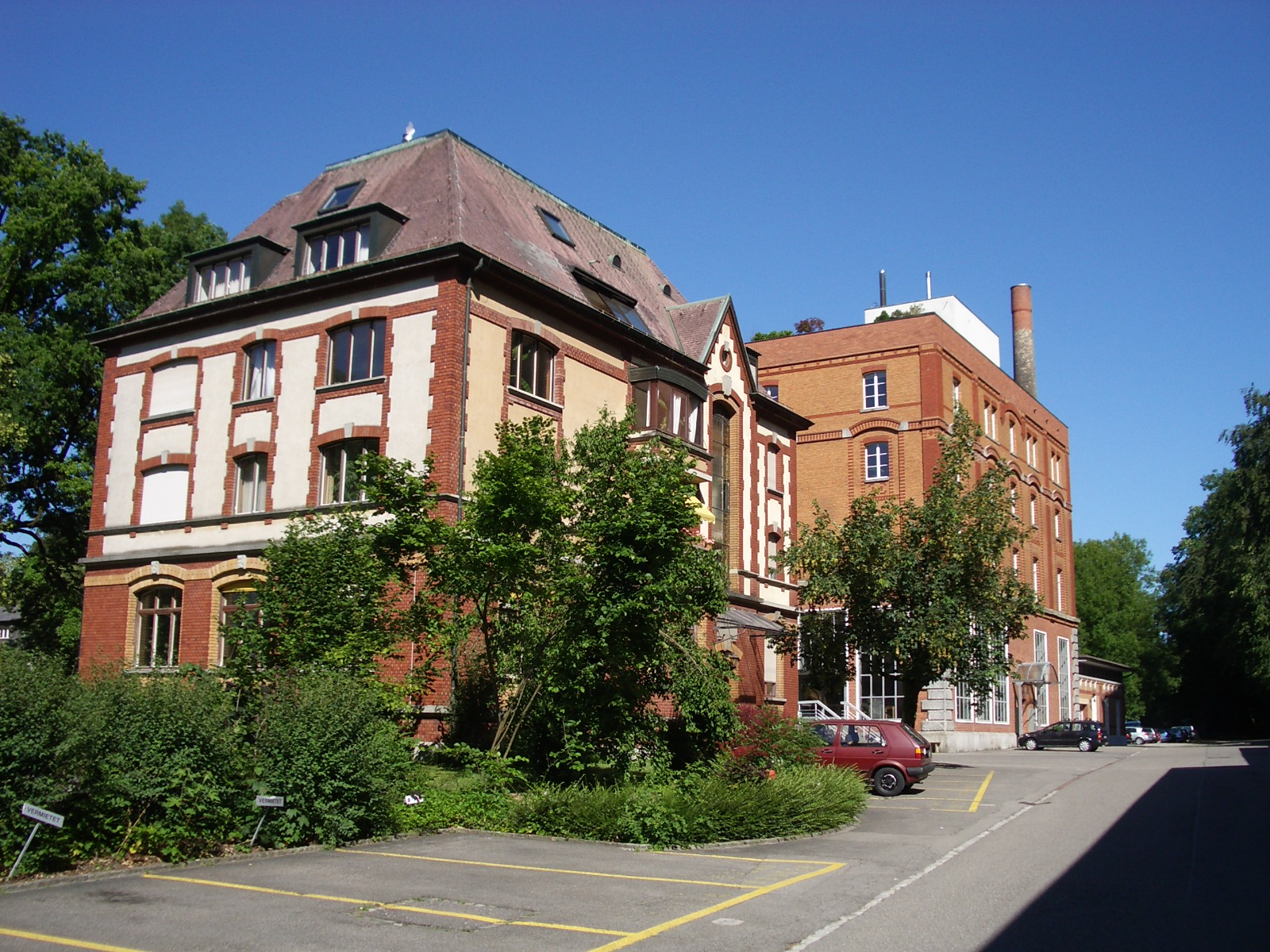
IN.KU Bulletin 13: Brauerschlösschen in Uster

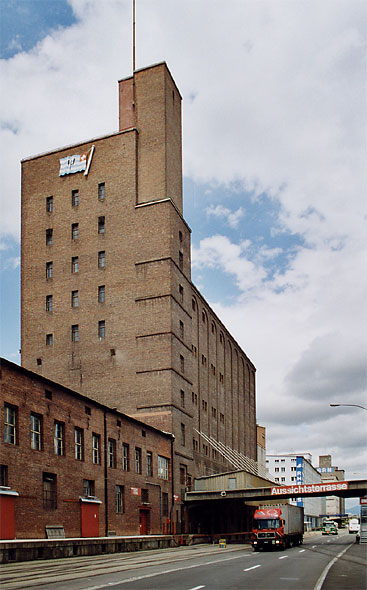
IN.KU Bulletin 27: Bernoulli-Silo, Rheinhafen Basel

Die  SGTI – Schweizerische Gesellschaft für Technikgeschichte und Industriekultur ist ein 1991 gegründeter Schweizer Verein mit Sitz in Winterthur.

## Vereinszweck und Ziele
Gemäss den Vereinsstatuten fördert der Verein in der Öffentlichkeit durch interdisziplinäre Zusammenarbeit das Verständnis für die Industriekultur im Spannungsfeld zwischen Mensch und Umwelt und für das industrielle Erbe. Er engagiert sich für vitale Erhaltung, zeitgerechte Umnutzungen und den Betrieb wichtiger technischer Kulturgüter in ihrem gewachsenen und aktuellen Zusammenhang.
Die SGTI will das Verständnis für Technikgeschichte und Industriekultur fördern und den Erhalt von Industriekulturgütern unterstützen. Zu ihren Aktivitäten gehören die Inventarisierung von Industriekulturgütern und die Bereitstellung von Information für Interessierte. Sie hat die Informationsplattform ISIS für schützenswerte Industriekulturgüter der Schweiz erstellt, 58 Industriekultur-Bulletins IN.KU (Stand Februar 2010) herausgegeben sowie diverse Ausstellungen, Symposien und unzählige Besichtigungen organisiert.

## Geschichte
1977 gründeten ETH-Angehörige eine Arbeitsgruppe für Technikverständnis. Aus dieser Gruppe engagierter Ingenieure wurde 1983 die Schweizerische Vereinigung für Technikgeschichte. Sie fusionierte 1996 mit der 1991 in Winterthur gegründeten Gesellschaft für Industriekultur zur Schweizerischen Gesellschaft für Technikgeschichte und Industriekultur (SGTI).
Auslöser für die Gründung dieser Vereinigungen, war die Tatsache, dass die industrielle Produktion in der Schweiz gegen Ende des 20. Jahrhunderts zunehmend an Bedeutung verloren hat. Gleichzeitig nahm das Verständnis für Technikgeschichte und Industriekultur – von der Funktionsweise der einzelnen Maschine bis zum Arbeiterleben – bei der Bevölkerung ab. Zurückgeblieben sind leere Industriebauten und nutzlos gewordene Maschinen und Anlagen, die zerstört, verschrottet oder als Lofts, Restaurants und Bars umgenutzt werden. Damit verschwindet ein Teil der schweizerischen Kulturgeschichte.
Erhaltene und umgenutzte Industriedenkmäler werden ohne historisches Wissen und technisches Verständnis zur reinen Kulisse. Ohne dieses Wissen ist es schwierig, sowohl die heutige als auch die zukünftige Technik und Industrie zu verstehen.

## Projekt Industriekultur Schweiz
Die Informationsplattform für schützenswerte Industriekulturgüter der Schweiz (ISIS) ist ein Projekt der SGTI in Zusammenarbeit mit der Stiftung Industriekultur und dem Schweizerischen Heimatschutz. Sie informiert über die Industriegeschichte der Regionen, Industriekulturwege und Veranstaltungen. Mittels Umfrage bei allen Gemeinden und Denkmalpflegeämtern konnten bisher (Stand 2009) 3150 Listenobjekte erfasst werden. Im Internet können zurzeit (2009) die Kantone Bern und Zürich und weitere 280 Objekte gesamtschweizerisch abgerufen werden. Ziel ist, die ganze Schweiz und grenznahe Räume zu erfassen und diesen geografischen Raum in seiner industriellen Weltgeltung ins Bewusstsein bringen.

## Publikation IN.KU
Das vierteljährlich erscheinende Publikationsorgan «IN.KU» Bulletin informiert über die Tätigkeiten des Vereins und stellt einzelne Objekte vor. Es ist im Internet abrufbar.

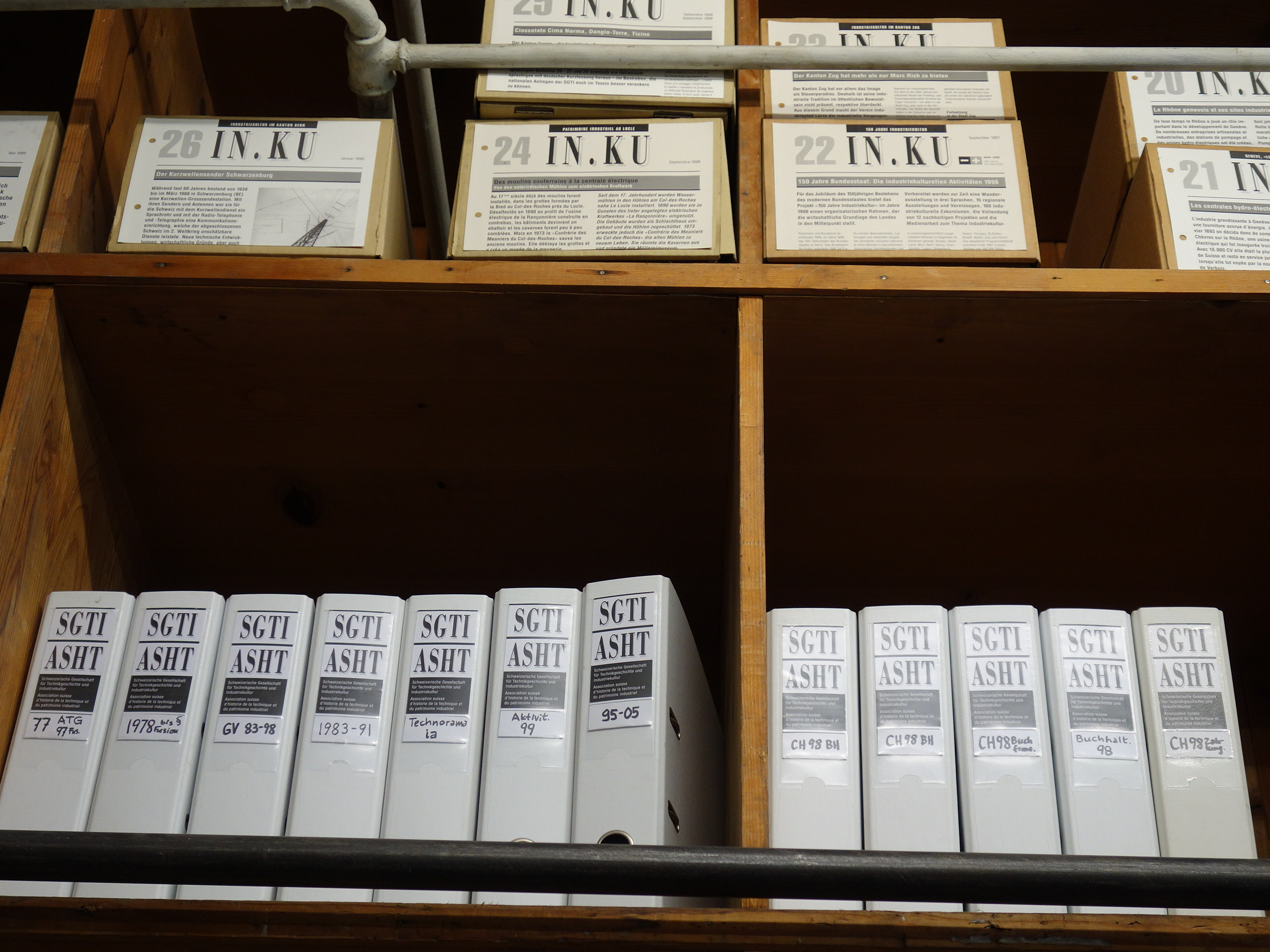
Nagli Industriekultur

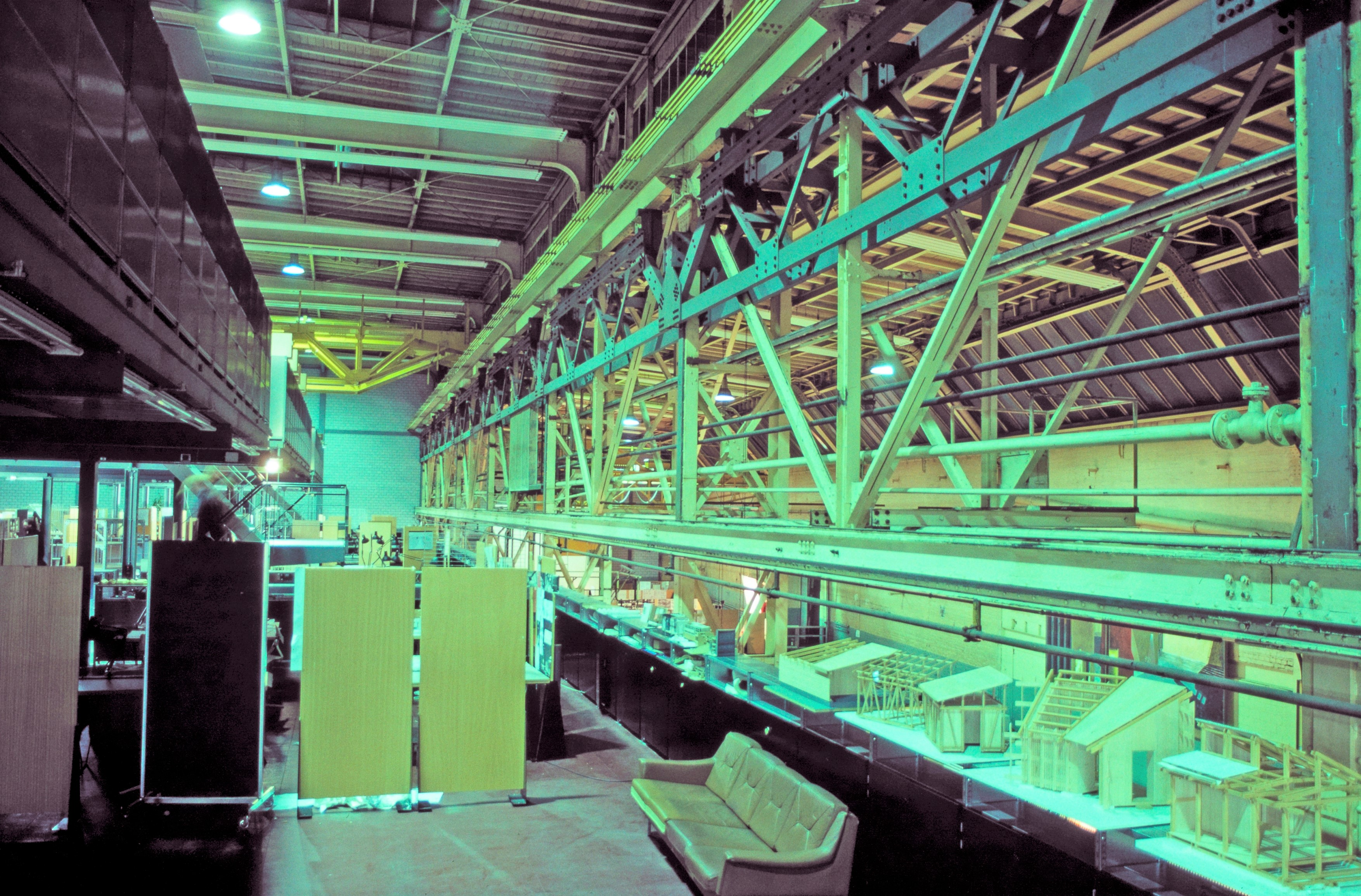
IN.KU 03: Sulzerhalle 180

- IN.KU 00 Die Gründung der Schweizerischen Gesellschaft für Technikgeschichte und Industriekultur
- IN.KU 02 Greuterhof Islikon TG
- IN.KU 03 Sulzer-Halle 180, Winterthur ZH
- IN.KU 08 Nagelfabrik „Nagli“, Winterthur ZH
- IN.KU 09 Eisenbahnbrücke, Ossingen ZH
- IN.KU 12 Industrie-Ensemble Hard, Winterthur ZH
- IN.KU 18 Kraftwerk Mühlenplatz, Luzern
- IN.KU 21 Le Rhone électriques, Genève
- IN.KU 25 Fabbrica di Cioccolato Cima Norma, Dangio-Torre TI
- IN.KU 27 Bernoulli-Silo Rheinhafen, Basel BS
- IN.KU 28 Schweizerischer Trans-Europ-Express
- IN.KU 30 Museum Neuhaus, Biel BE
- IN.KU 30 Ölraffinerie Cressier NE
- IN.KU 36 Die Gotthardbahn
- IN.KU 42 Kraftzentrale Schönenberg an der Thur
- IN.KU 43 Bally Schönenwerd
- IN.KU 46 Kern & Co. AG
- IN.KU 49 Umnutzung Warteck, Basel
- IN.KU 52 Museum im Zeughaus (Schaffhausen)
- IN.KU 54 Landessender Beromünster
- IN.KU 55 Wespimühle
- IN.KU 56 Bühler Uzwil
- IN.KU 57 Sidi Winterthur
- IN.KU 65 Seemuseum Kreuzlingen
- IN.KU 66 Sainte-Croix
- IN.KU 67 Zug
- IN.KU 68 Hardwasser
- IN.KU 76 Sernftalbahn

## Ausstellungen
- Die Ausstellung ISIS – Kanton Zürich war bis am 5. Oktober 2010 in der Museums-Spinnerei Neuthal bei Bauma zu sehen.